# フェアトレードコーヒー

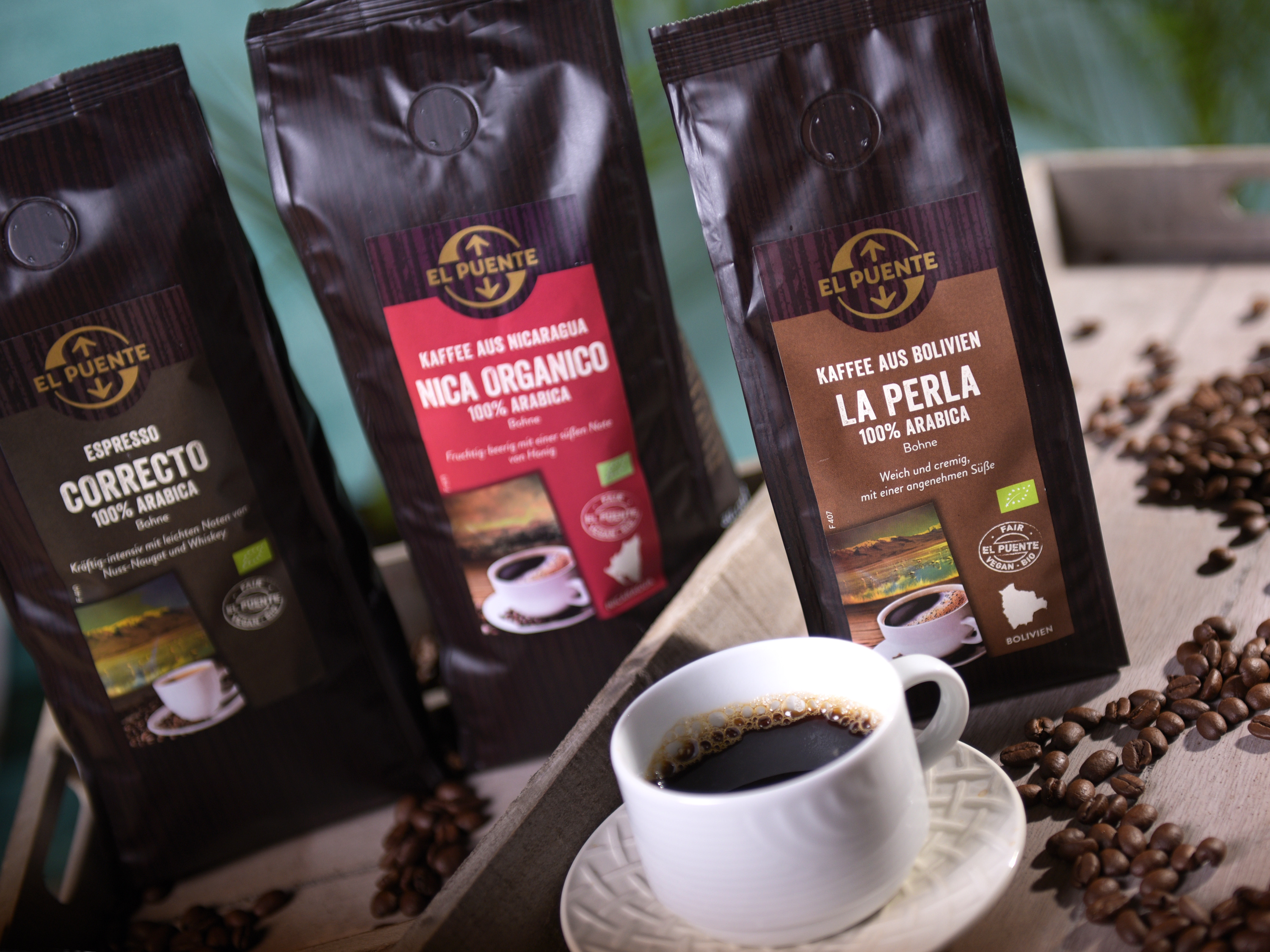
公正に認定されたコーヒーのブランド。 「Fair」のロゴはパッケージの右下にある。

フェアトレードコーヒーとは、国際貿易におけるより大きな公平性を達成することを目的として、対話、透明性、尊重に基づく取引パートナーシップを構築するフェアトレード組織によってフェアトレード基準に従って製造されたと認定されたコーヒーである。これらのパートナーシップは、コーヒー豆農家により良い取引条件を提供することにより、持続可能な開発に貢献している。フェアトレード組織は、生産者と持続可能な環境農業慣行を支援し、児童労働や身体的強制労働を禁止している。

## 歴史

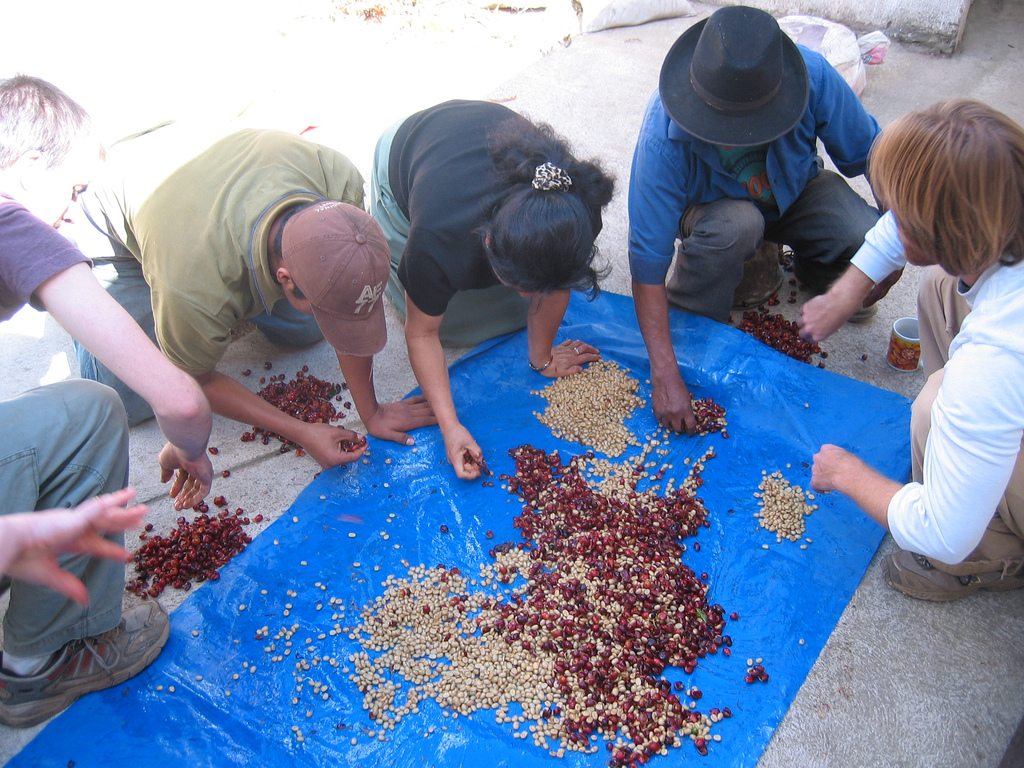
選別されているフェアトレードコーヒー豆

フェアトレードの前は、1962年の国際コーヒー協定(ICA)で定められた規制に従って、国際コーヒー機関によって価格が規制されていた。国連でコーヒー研究グループによって交渉されたこの協定は、過剰な供給とその結果としての価格の下落がないように、国間で取引されるコーヒーの量に制限を設けた。 ICAは5年間存在し、その後1968年に更新された。
1976年にコーヒーの価格が上昇したため、合意が再交渉された。これは主にブラジルでの激しい霜の結果である。新しい協定は、コーヒーの供給が需要を満たすことができなかった場合に価格割当を一時停止し、また価格が低すぎた場合にも一時停止することを可能にすることを許可した。
1984年に、協定は再び再作成され、この時はコーヒー貿易に関するデータベースを作成し、より厳しい輸出入規制を実施した。
その後、コーヒーの供給が需要を上回ったコーヒー危機の後、1988年にフェアトレード認証が導入された。国際コーヒー法によって価格の割り当てが再実施されていなかったため、市場は氾濫した。オランダで開始されたフェアトレード認証は、生産者が利益を上げるのに十分な賃金を確保するために、コーヒーの価格を人為的に引き上げることを目的としている。組織の元の名前は、東インド諸島のオランダ植民地主義者によるコーヒー農家の搾取に反対した架空のオランダ人のキャラクターにちなんで、「MaxHavelaar」であった。組織は、特定の賃金基準を満たす製品のラベルを作成した。
割り当ては、組織が翌年に間に合うように新しい契約を交渉できなかった1989年まで、更新されなかった。 1983年の合意は延長されることが決定されたが、まだ決定されていなかったため、割り当てはなかった。新しい合意は1992年まで交渉できなかった。
1990年から1992年にかけて、割り当てが設定されていなかったため、コーヒーの価格の割り当てを決定できなかったため、コーヒーの価格は史上最低に達した。
2001年と2007年の合意はコーヒー消費を推進することや、経済コンサルタントを提供することにより生産者の生活レベルを向上することや、ニッチなマーケットや地理的品質を含む研究を広げる事や、サステイナビリティの研究を伝導することによってコーヒー経済を安定化させる事を目的としていて、基本的にフェアトレードに似ている 。
フェアトレード認証の開始に続いて、「トランスフェア」ラベルが後にドイツで発足し、10年以内でフェアトレード財団、トランスフェアUSA 、およびRättvisemärktの3つのラベル付け組織が発足した。 1997年、これら4つの組織は共同でフェアトレードインターナショナル（旧称FLO、またはフェアトレードラベリングオーガニゼーションインターナショナル）を設立し、フェアトレード基準を設定し、生産者を検査および認定し続けている。

## フェアトレード組織
フェアトレードラベル機構はほとんどのマーケットのシェアをもっており、4つの国際フェアトレードネットワーク（国際フェアトレードラベル機構（FLO）、世界フェアトレード組織（WFTO旧称IFTA）、ヨーロッパワールドショップネットワーク（NEWS!）、欧州自由貿易連合（EFTA））、通称FINEによって開発された定義を参照するスーパーマーケットを通じて販売されている。フェアトレードラベル機構によって開発された規格が最も広く使用されている。フェアトレードラベル機構インターナショナル（FLO）は、フェアトレードシステムを統治する全体的な組織である。これは、生産者、トレーダー、小売業者によるフェアトレード基準の信頼性、コンプライアンスの観点から、フェアトレードシステム内で高い基準を達成することを目的としている。

### FLOの主なタスク
- 国際フェアトレード基準の設定
  - FLOは、基準が満たされているかどうかを決定するFLO理事会にフェアトレード基準を提案することにより、独立した透明で有能な基準設定を提供する[5]。各生産者またはトレーダーは、生産者に公正であると見なされる最低価格を保証する一般基準および製品基準を満たさなければならない。また、長期的な貿易関係と環境の持続可能性も目指している。
- フェアトレードビジネスの促進と発展
  - FLOは、フェアトレード認定の生産者組織とトレーダーの両方と協力して、需要と供給を一致させている。また、これらの組織を強化し、市場へのアクセスを改善する責任がある。
- フェアトレードの正義を主張する
  - FLOは、他の国際フェアトレード組織であるIFAT、NEWS、EFTAと協力して、FINE（FLO、IFAT、NEWS、EFTAの頭文字を表す）と呼ばれる共通のプラットフォームを作成し、貿易と発展について討議を重ね、正義に基づく貿易を一緒に推進していく[5]。

## 認証スキームと競争
認証スキームは、フェアトレードインターナショナル（FLO）によって運営されている。フェアトレードは最も支配的なフェアトレードラベルになり、倫理的なラベルとしての独占に挑戦する多くの競合組織を加えてきた。競合組織からのいくつかのラベルは、さまざまな認証スキームを使用して作成されている。 NGOと非営利組織は、フェアトレードインターナショナル（FLO）の規制当局に大きな頭痛の種を引き起こす主な脅威である。いくつかの例には、移動する鳥の生息地を保護するのに役立つ慣行を促進する鳥にやさしいコーヒー、生態系を保護し、生産モードの生物多様性と持続可能性を維持することを使命とするアメリカのNGOレインフォレストアライアンス、およびUTZ認定が含まれ、生産者の効率と市場アクセスの改善に焦点を当てている。しかし、これらの組織のほとんどは、最低価格を保証できず、事前融資施設を提供できず、家族経営の農場を犠牲にしてプランテーションを支持していると批判されている。認証スキームとその競合組織についての最大のアイデアは、収入だけを生み出すのではなく、常に革新を試みる革新の論理を持っているが、さまざまな野心を持つさまざまな目的の変化するニーズに積極的に対応することである 。
コーヒー梱包業者は、フェアトレードのロゴを使用する権利に対してフェアトレードに料金を支払う。これにより、コーヒーがフェアトレードの基準を満たしていることが消費者に保証される。この認証マークの付いたコーヒーは、これらの基準を満たす農家や協同組合によって生産されなければならない。

## コーヒー小売業者
コーヒー小売業者は、フェアトレードによってプレミアム製品としてフェアトレードコーヒーを販売し、コーヒーに好きなだけ請求することを制限されていない。

## 輸入業者
フェアトレードコーヒーの輸入業者は、フェアトレードに登録し、料金を支払う必要がある。フェアトレード国際基準の下では、彼らは輸出組織に最低価格を支払う義務がある。現在、ニューヨーク商品取引所「C」契約アラビカ種F.O.B.は$ 1.40c / lb、ロンドン「EURONEXTLIFFE」契約ロブスタ種F.O.B.は$ 1.05である。有機農法の場合30c / lb余分に支払う必要がある。世界価格がこのレベルを上回っている場合、彼らは世界価格より20c / lb高い金額を支払う義務がある。

## 輸出業者
認定フェアトレードコーヒーは通常、二次または三次協同組合によって輸出され、農民が所属する協同組合に代わってこのコーヒーを販売し、取り決めが複雑になる可能性がある。生産されたすべての認定コーヒーを飲むのに十分な需要がないため、ほとんどは未認定として販売する必要がある。 2001年には、認定されたものとして販売できたのは13.6％のみで 、この制度に参加する新しい協同組合には制限が設けられた。これに加えて需要の増加により、2003年の認定の売上高は約50％になり 、近年一般的に引用されているのは37％である。一部の輸出協同組合は、認定されたものとして生産物を販売することができず 、その他の協同組合はわずか8％しか販売していない。
輸出協同組合は、認証および検査料、追加のマーケティング費用、基準に準拠するための費用、および協同組合運営の追加費用を含む費用を負担する。そのため、協同組合はフェアトレードのメンバーシップを失う可能性がある。ウェーバーは、フェアトレードのマーケティングチームの追加費用をカバーできない協同組合を報告しており、フェアトレードの6年間のメンバーシップの後、これらのコストの70％しかカバーしていない。
これらの費用を支払った後の赤字は農民にとってより低い価格を意味し、余剰は通常、農民への追加の支払いとしてではなく、輸出協同組合によって組織された「共通の目標」のための「社会プロジェクト」に支払われる。これらには、たとえば、教室、野球場の建設、または女性グループの設立が含まれる場合がある。

## 基準の施行
FLO-CERTは、フェアトレードインターナショナルが所有する営利事業であり、アフリカ、アジア、ラテンアメリカの50か国以上で生産者認証、検査、認証を行っている。フェアトレードの議論では、農民、協同組合、輸入業者、包装業者など、これらの基準を実施できなかったという多くの苦情がある。

## マーケティングシステム
フェアトレードコーヒーと非フェアトレードコーヒーのマーケティングシステムは、消費国で同じであり、ほとんど同じ輸入、梱包、流通、小売会社を使用している。一部の独立したブランドは仮想企業を運営しており、コスト上の理由から、通常の輸入業者、包装業者、流通業者、広告代理店に、自社ではなく自社のブランドの取り扱いにお金を払ってる。
多くのフェアトレード組織は、フェアトレードインターナショナルとその関連会社の主流よりも、フェアトレードの本来の目的に多かれ少なかれ準拠しているままである。これらの製品は、可能な場合は代替チャネルを通じて販売され、専門のフェアトレードショップを通じて販売されるが、市場全体に占める割合はわずかである。

## 批判
独立した調査の結果、フェアトレードに対する批判が出されており、これらはフェアトレードの議論にまとめられている。
コーヒー特有のフェアトレードに対する批判もある。 Colleen Haight of the Stanford Innovation Reviewは、フェアトレードコーヒーは倫理的な消費主義のアイデアを売り込む方法にすぎないと主張している。サードウェーブコーヒー運動の台頭に見られるように、コーヒーに関する品質と透明性の懸念は、一部の消費者とコーヒー会社の間でますます一般的になっている。倫理的なコーヒーと高品質のコーヒーのバランスを維持することは、フェアトレードの認定コーヒーファーム内で品質のインセンティブが不十分であると一部のコーヒー焙煎業者が見なしているため、フェアトレードのコーヒーでは難しい場合がある。コスタリカのコーヒー農家へのインタビューを含むDeborahSickの調査によると、多くの農家は販売できるよりも多くのフェアトレードコーヒーを生産しているため、多くの場合、フェアトレードの購入者よりも多く支払う独立した購入者に販売することになっている。一部の学者は、特にコーヒーに対する世界的な需要が比較的弾力性がないため、コーヒー生産の人為的な刺激に懸念を抱いてる。
フェアトレードコーヒーでは不十分であると考える多くの人は、直接取引モデルを使用する。これにより、品質の懸念、農家のエンパワーメント、持続可能性の問題をより細かく制御できる。また、より緊密な農家とロースターのビジネス関係を育む上でも価値があり、最終的にはコーヒー生産者と購入者の生活の質と利益を向上させることができる。ただし、直接取引は、カウンターカルチャーコーヒーやインテリジェンシアコーヒーなどの営利事業でのみ利用される新しい概念であるため、サードパーティの認証はない 。
フェアトレードは、需要と供給に支配される市場経済に代わるものではなく、自由貿易の繰り返しになりつつある。フェアトレードは、経済的に不利な立場にある生産者に機会を創出するという約束を果たしていない。貧困は可視化された以前は切り詰めた生活で過小評価されていたという貧困層によって生産されたというラベル付けをするフェアトレードによって商品となった。
このシステムは、すべての人類の不幸の解決策になることはできていない。労働の多くはこれらの疎外された人々によって提供されてきましたが、多くの利益が特権の少ない生産者に支払われないため、依然として懸念がある。貧しい人々は、彼らが豊かな国に売るものに対してまともな価格を享受することができないので、市場の不平等に対処するための措置が実施されなければ、貧しい人々は貧しいままでいる可能性がある。そのシステムによって提供される価格は、彼らの状態を悪化させる可能性のあるインフレにはならない。